# 达尔贡
达尔贡（德語：Dargun，發音：[daʁˈɡuːn] ⓘ）是德国梅克伦堡-前波美拉尼亚州梅克伦堡湖区县的城市，面积118.01平方千米，2023年12月31日人口为4,318人。